# Wahlkreis Oschatz – Döbeln II
Der Wahlkreis Oschatz – Döbeln II war ein Landtagswahlkreis zur Landtagswahl in Sachsen 1990, der ersten Landtagswahl nach der Wiedergründung des Landes Sachsen. Er hatte die Wahlkreisnummer 18.
Der Wahlkreis umfasste alle Städte und Gemeinden des Landkreises Oschatz und einen Teil des 1990 bestehenden Landkreises Döbeln: Ablaß, Auerschütz, Bockelwitz, Börln, Borna, Börtewitz, Bucha, Cavertitz, Collm, Dahlen, Gallschütz, Ganzig, Gaunitz, Gersdorf, Glossen, Großböhla, Hof, Hohenwussen, Jahna-Pulsitz, Kemmlitz, Kiebitz, Laas, Lampertswalde, Leisnig, Limbach, Liptitz, Luppa, Mahlis, Minkwitz, Mügeln, Naundorf, Naunhof, Niedergoseln, Noschkowitz, Oschatz, Ostrau, Polkenberg, Schirmenitz, Schmannewitz, Schrebitz, Sörnewitz, Sornzig, Wellerswalde und Wermsdorf.
Für die Landtagswahlen 1994 wurde auch infolge der Kreisreform die Wahlkreisstruktur verändert, zudem wurde die Zahl der Wahlkreise von 80 auf 60 verringert. Das Gebiet des Landkreises Oschatz wurde verwaltungsmäßig Teil des neugebildeten Landkreises Torgau-Oschatz. Dementsprechend wurden diese Städte und Gemeinden Teil des Wahlkreises Torgau-Oschatz. Die dem Landkreis Döbeln angehörigen Städte und Gemeinden wurden 1994 Teil des Wahlkreises Döbeln.

## Ergebnisse
Die Landtagswahl 1990 fand am 14. Oktober 1990 statt und hatte folgendes Ergebnis für den Wahlkreis Oschatz – Döbeln II:
| Direktkandidat | Partei (Kürzel) | Erststimmen (%) | Zweitstimmen (%) |
| -------------- | --------------- | --------------- | ---------------- |
|                | DA              | 01,4            | 00,5             |
| Wolfgang Süß   | CDU             | 52,6            | 53,1             |
|                | Chr. L          | –               | 00,3             |
|                | DBU             | 00,7            | 00,6             |
|                | DSU             | 05,2            | 03,1             |
|                | F.D.P.          | –               | 04,8             |
|                | LL-PDS          | 10,2            | 09,2             |
|                | NPD             | –               | 00,5             |
|                | FORUM           | 06,7            | 04,8             |
|                | RAP             | –               | 00,2             |
|                | SHB             | –               | 00,1             |
|                | SPD             | 23,2            | 22,6             |

Es waren 52.411 Personen wahlberechtigt. Die Wahlbeteiligung lag bei 71,9 %. Von den abgegebenen Stimmen waren 3,5 % ungültig. Als Direktkandidat wurde Wolfgang Süß (CDU) gewählt. Er erreichte 52,6 % aller gültigen Stimmen.